# Профессиональная женская хоккейная лига
Профессиональная женская хоккейная лига (англ. Professional Women's Hockey League, PWHL) — спортивная лига, в рамках которой соревнуются профессиональные женские команды по хоккею с шайбой из США и Канады. Лига основана в августе 2023 года, финансируется и управляется корпорацией Mark Walter Group. В дебютном сезоне, стартовавшем 1 января 2024 года, принимали участие шесть команд из Бостона, Нью-Йорка, Сент-Пола (США), Монреаля, Оттавы и Торонто (Канада); во втором сезоне участвовали эти же 6 клубов, получившие новые названия.

## Команды и схема проведения
В сезоне 2024—2025 в лиге участвуют шесть команд, представляющих по три города США и Канады. Клубы получили официальные имена в сентябре 2024 года.
| Клуб             | Город/штат       | Основная арена                 |
| ---------------- | ---------------- | ------------------------------ |
| Бостон Флит      | Бостон, США      | Tsongas Center                 |
| Миннесота Фрост  | Миннесота, США   | 3M Arena at Mariucci           |
| Монреаль Виктуар | Монреаль, Канада | Verdun Auditorium              |
| Нью-Йорк Сайренс | Нью-Йорк, США    | Total Mortgage Arena UBS Arena |
| Оттава Чардж     | Оттава, Канада   | TD Place Arena                 |
| Торонто Септрз   | Торонто, Канада  | Mattamy Athletic Centre        |

Первый регулярный сезон состоял из 72 игр, каждая из команд играла по 24 матча. Начиная со второго сезона количество игр, которые проводит каждая команда в регулярном сезоне, увеличивается до 32. Четыре лучших команды по итогам регулярного сезона разыгрывают чемпионское звание в сериях плей-офф. За победу в основное время игры команда получает 3 очка, за победу в дополнительное время или в серии послематчевых бросков — 2 очка и за поражение в дополнительное время или в серии послематчевых бросков — 1 очко.

## Предыстория
Весной 2019 года прекратила своё существование Канадская женская хоккейная лига. Другой женский турнир — Национальная женская хоккейная лига (позже переименованная в Премьер-федерацию хоккея) — в 2015 году, в год своего основания, планировался как профессиональный, но уровень зарплат игроков в нём был затем урезан. Эти события привели к тому, что более ста ведущих хоккеисток мира объединились, сформировав Ассоциацию профессиональных хоккеисток, целью которой стало создание новой финансово устойчивой профессиональной хоккейной лиги.
В 2022 году в попытке реализовать эти планы АПХ начала сотрудничество с организациями Billie Jean King Enterprises и Mark Walter Group (владелец последней, миллиардер Марк Уолтер, ранее владел клубом МЛБ «Лос-Анджелес Доджерс»). В начале лета 2023 года Mark Walter Group выкупила права на франшизу Премьер-федерации хоккея, в которой к тому времени играли семь клубов, и объявила о её роспуске. В августе было объявлено, что создаётся новая Профессиональная женская хоккейная лига, которая будет вначале включать шесть команд — по три из США и Канады, из которых пять остаются в тех же городах, где до этого выступали клубы Премьер-федерации. Главным вице-президентом новой лиги по хоккейным операциям была назначена Джейна Хеффорд, бывший комиссар Канадской женской хоккейной лиги. В состав совета директоров вошли Билли-Джин Кинг, Илана Клосс, Стэн Кастен (президент «Лос-Анджелес Доджерс») и главный вице-президент «Доджерс» по бизнес-стратегии Ройс Коэн.

## Дебютный драфт и первый сезон
Набор команд начался с подписания ряда свободных агентов; за 10-дневный период каждой из команд лиги было разрешено заключить контракты с тремя игроками. Первыми хоккеистками, заключившими контракт в ПЖХЛ как свободные агенты, стали три олимпийских чемпионки из сборной Канады — нападающие Брианн Дженнер и Эмили Кларк и вратарь Эмеранс Машмейер, подписанные командой из Оттавы.

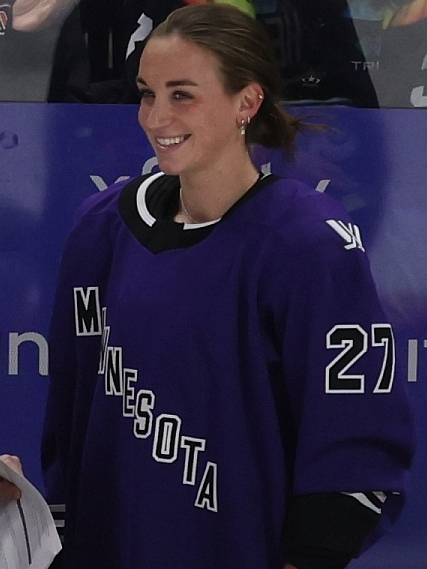
Хейз, Тейлор (хоккеистка) в свитере типового дизайна дебютного сезона

Стартовый драфт лиги прошёл 16 сентября 2023 года. В драфте участвовали 268 игроков, он проходил в 15 раундов по схеме «змейка» (порядок выбирающих команд меняется на противоположный между нечётными и чётными раундами). Первым номером в дебютном драфте команда из Миннесоты выбрала хоккеистку сборной США Тейлор Хейз. В общей сложности контракты были подписаны со 157 хоккеистками, представляющими 12 стран (в том числе 90 из Канады, 53 из США, 5 из Чехии и 2 из Швеции — остальные страны представлены одним игроком каждая). Сообщалось, что суммы годичных контрактов начинаются с 35 тысяч долларов, а в среднем составляют 55 тысяч, но по шесть игроков каждой команды подпишут 3-летние контракты с гарантированной зарплатой не менее 80 тысяч долларов в год.
В октябре 2023 года команды-участницы подали заявки на утверждение клубных названий, включая «Торонто Торч», «Монреаль Эко», «Оттава Алерт», «Миннесота Сьюпириор», «Бостон Уикед» и «Нью-Йорк Саунд». Однако к началу первого сезона не были утверждены ни клубные имена, ни символика отдельных команд, и их продолжали называть по названиям городов, которые они представляют (исключение составила команда из Сент-Пола (Миннесота), использовавшая название штата вместо названия города).
Первый матч ПЖХЛ состоялся 1 января 2024 года в Торонто, где хозяйки льда проиграли со счётом 0:4 «Нью-Йорку». На последующих играх лиги несколько раз обновлялся рекорд посещаемости для женских профессиональных хоккейных соревнований: так, 2 января игру в Оттаве посетили 8318 зрителей, 6 января на матч в «Эксел Энерджи-центр» в Миннесоте было продано 13 316 билетов, а 16 февраля первый в истории лиги матч в «Скоушабэнк-арена» (Торонто) собрал 19 825 зрителей. Последний показатель стал также новым рекордом посещаемости женских хоккейных матчей в любых соревнованиях, включая Олимпийские игры, чемпионаты мира и турниры NCAA. 20 апреля в игре в монреальском «Белл-центре» между местной командой и «Торонто» был установлен новый рекорд — 21 105 зрителей.
Первый регулярный сезон лиги был укороченным — каждая команда провела в нём по 24 игры, после чего лучшие четыре команды вышли в плей-офф, где полуфиналы и финал разыгрывались до трёх побед. Разрывы в классе были минимальными, и в итоге первыми чемпионками стали хоккеистки из Миннесоты, попавшие в плей-офф только с четвёртого места. Во втором сезоне ситуация повторилась — «Миннесота Фрост», попавшие в плей-офф только с четвёртой позиции, выиграли и полуфинальную, и финальную серии (соответственно у «Торонто» и «Оттавы»), став двукратными чемпионками.